# Тадмор, Хаим
Хаим Тадмор (при рождении Фрумштейн) (18 ноября 1923, Харбин, Китайская Республика — 11 декабря 2005, Иерусалим, Израиль) — бывший ведущий ассириолог Израиля.

## Биография
Тадмор родился в 1923 году в семье торговца мехом Давида Фрумштейна и Фриды Казниц в Харбине.
В 1935 году он эмигрировал в Израиль, а в 1943 году начал учёбу в Еврейском университете. Затем изучал ассириологию в Лондонском университете, а затем в Чикагском университете. Его диссертация была на тему хронологии древнего Ближнего Востока в библейские времена. Был студентом Бенно Ландсбергера.
В 1958 году он вернулся в Израиль, основал кафедру ассириологии в Еврейском университете, где работал в течение 35 лет до 1993 года в этой области, благодаря ему Еврейский университет стал международным центром по изучению Месопотамии и древней истории Ближнего Востока.
Кульминацией его исследований считается его работа над надписями Тиглатпаласара III, царя Ассирии, считающимися наиболее трудными для понимания и комментарии к третьей книге Царей, написанной совместно с Мордехаем Коганом.
В 1985 году был избран членом Израильской академии естественных и гуманитарных наук, и работал вице-президентом академии в 1996—2004 годах.

## Книги
- The Inscriptions of Tiglath-pileser III, King of Assyria: Critical Edition with Introduction, Translations and Commentary, Jerusalem: The Israel Academy of Sciences and Humanities, 1994 (second printing with Addenda et Corrigenda 2007).
- Ассирия, Вавилон и Иудея — изучение истории древнего Ближнего Востока, под редакцией Мордехая Когана, институт Бялика. (на иврите)